# Boeckella calcaris
Boeckella calcaris је животињска врста класе Crustacea која припада реду Calanoida. 

## Угроженост
Ова врста се сматра рањивом у погледу угрожености врсте од изумирања.

## Распрострањење
Врста има станиште у Перуу и Боливији.

## Станиште
Станиште врсте су слатководна подручја. 